# Vaudebarrier
Vaudebarrier település Franciaországban, Saône-et-Loire megyében. Lakosainak száma 207 fő (2022. január 1.). Vaudebarrier Charolles, Marcilly-la-Gueurce, Ozolles és Vendenesse-lès-Charolles községekkel határos.

## Népesség
A település népessége az elmúlt években az alábbi módon változott:
| Lakosok száma | 235  | 234  | 260  | 221  | 215  | 212  | 209  | 203  | 207  |
|               | 2013 | 2015 | 2016 | 2017 | 2018 | 2019 | 2020 | 2021 | 2022 |